# Dexcetoprofeno

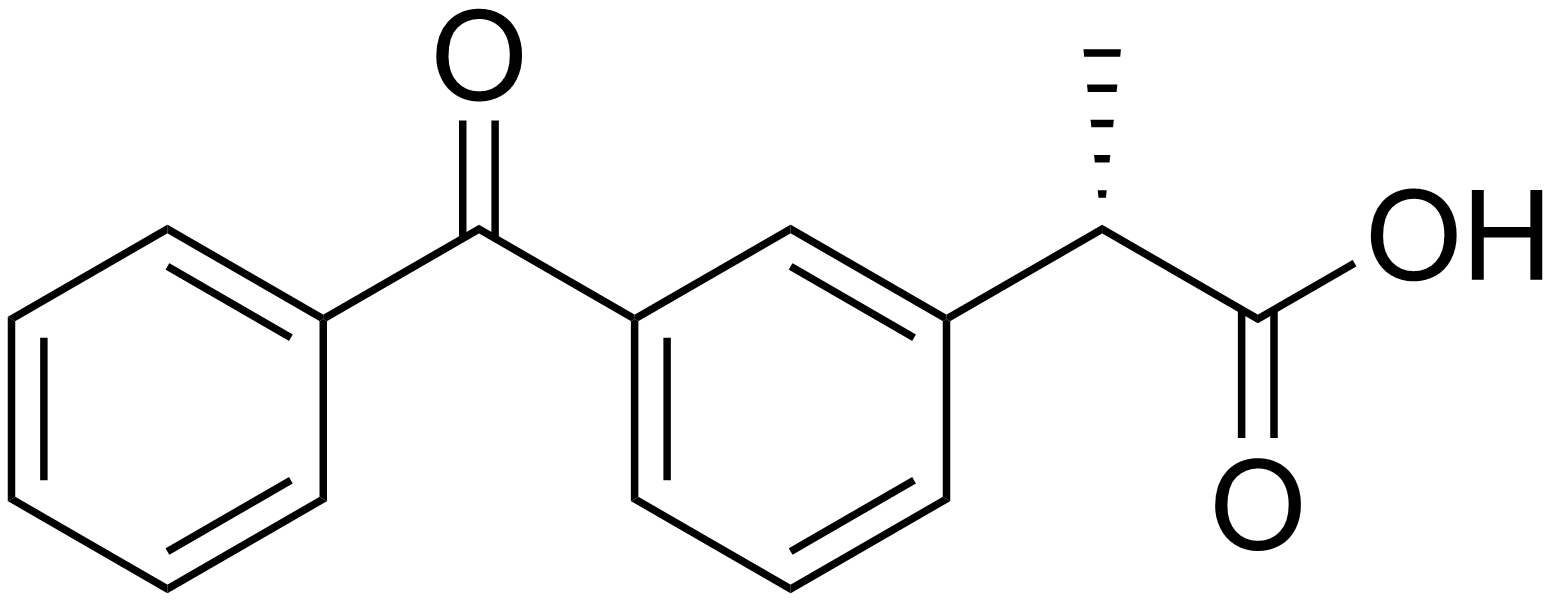
Dexcetoprofeno

Dexcetoprofeno é um medicamento anti-inflamatório não esteróide (AINE). É fabricado pela Menarini, sob a marca Keral. Está disponível no Reino Unido, como dexcetoprofeno trometamol, como medicamento sujeito a receita médica e na América Latina como Enantyum, produzido pela Menarini. Além disso, na Itália, está disponível como medicamento de venda livre (OTC) sob o nome comercial Enantyum. Na Hungria está disponível numa farmácia como “Ketodex”. Na Letônia, Lituânia e Estônia está disponível como OTC sob o nome comercial Dolmen. No México está disponível em forma de comprimido como "Stadium" fabricado pela Menarini. É o estereoisômero dextrorrotatório do cetoprofeno. 

## Química do Fármaco
O dexcetoprofeno é o (S)-enantiômero do cetoprofeno. Tecnicamente é um interruptor quiral de (±)-cetoprofeno. A troca foi feita para um início de ação mais rápido, um melhor valor terapêutico.

## Uso clínico
Tratamento a curto prazo da dor leve a moderada, incluindo dismenorreia. Também é usado para enxaquecas e dores articulares, sobretudo nos membros inferiores.

## Efeitos colaterais
Pode causar tontura e os pacientes não devem, portanto, dirigir ou operar máquinas ou veículos pesados até que estejam familiarizados com a forma como o dexcetoprofeno os afeta. O uso concomitante de álcool e outros sedativos pode potencializar esse efeito. Em um pequeno conjunto de indivíduos, a tontura pode ser intolerável e exigir a transição para um tratamento alternativo.

## Farmacologia
O dexcetoprofeno pertence a uma classe de medicamentos chamados AINEs. Funciona bloqueando a ação de uma substância no corpo chamada ciclo-oxigenase, que está envolvida na produção de substâncias químicas no corpo chamadas prostaglandinas. As prostaglandinas são produzidas em resposta a lesões ou certas doenças e, de outra forma, causariam inchaço, inflamação e dor. Ao bloquear a ciclo-oxigenase, o dexcetoprofeno impede a produção de prostaglandinas e, portanto, reduz a inflamação e a dor. Junto com a ação analgésica periférica, possui ação analgésica central.